# Palais Hohenlohe-Bartenstein

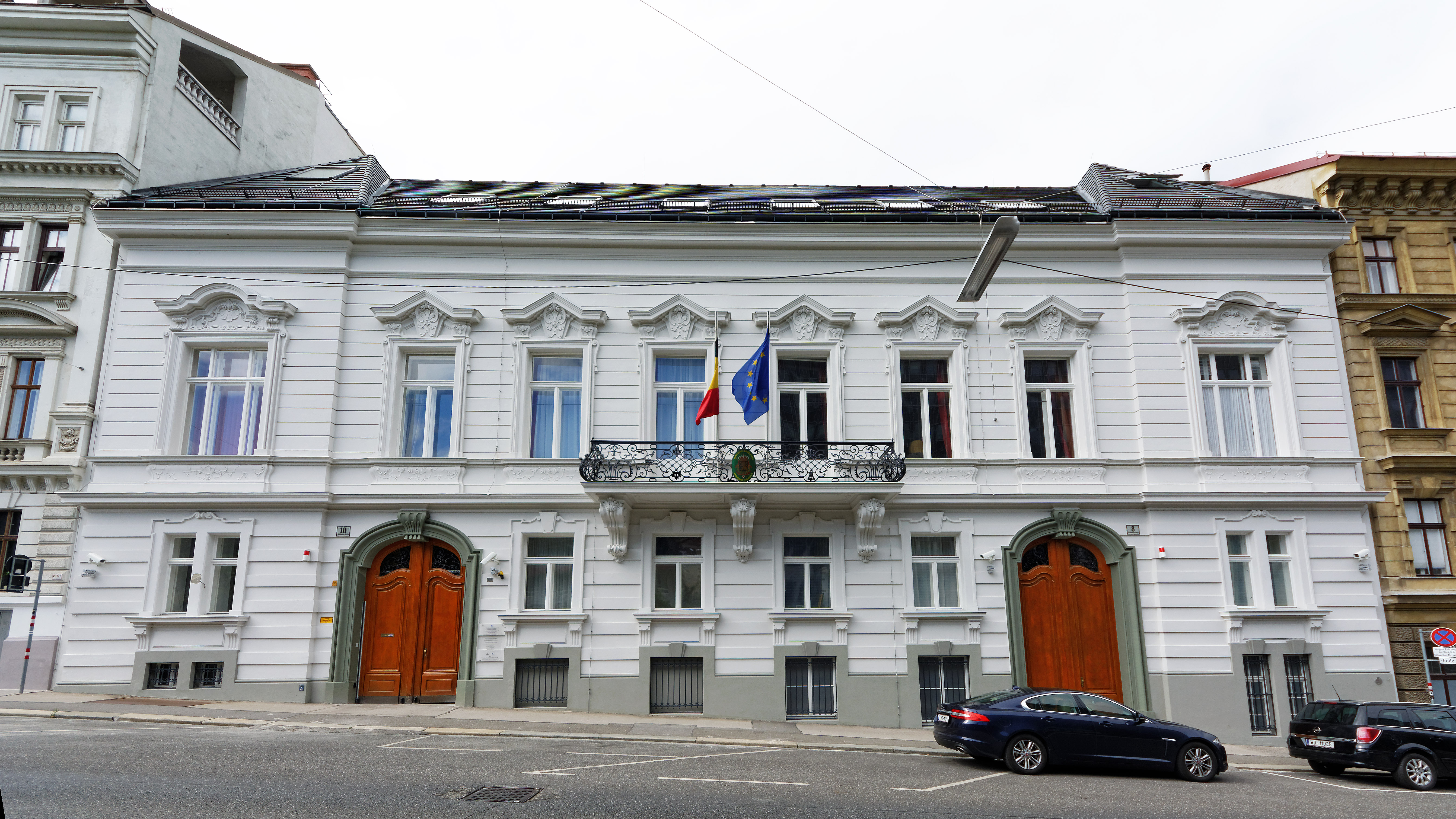
Palais Hohenlohe-Bartenstein

Das Palais Hohenlohe-Bartenstein ist ein späthistoristischer Palast im 4. Wiener Gemeindebezirk Wieden, Schönburgstraße 8–10.

## Geschichte
Leopoldine (genannt Rosa) Hohenlohe-Bartenstein ließ 1880 vom Architekten Victor Rumpelmayer das späthistoristische Palais mit barocken Stilelementen errichten. Seit 1922 im Besitz des Königreiches Belgien, und als Residenz der Botschafter Belgiens genutzt. Das Königreich Belgien beauftragte Architekt DI Harald Mallner zur Erstellung eines architektonischen Konzepts um das Palais nicht nur als Residenz, sondern auch als Botschaftsgebäude zu nutzen. Das Dachgeschoß wurde zweigeschoßig ausgebaut, ohne die Optik des Hauses straßenseitig zu verändern. Im Zuge des Ausbaus wurden auch die Prunkräume generalsaniert. Seit Frühjahr 2017 ist nun das Palais Hohenlohe-Bartenstein auch der Sitz der Belgischen Botschaft in Wien.

## Beschreibung
Das zweigeschoßige Palais mit gebänderter Fassade ist seitlich durch zwei flache Risalite mit Walmdächern gegliedert. Ein Balkon mit Schmiedeeisengitter umfasst die beiden mittleren Fensterachsen. Die Fenster tragen eine geknickte Dreiecksgiebelverdachung bis auf die geschweifte Verdachung der Risalitfenster. Die Geschoße werden durch ein Kordongesims getrennt. Zwei seitliche Rundbogenportale mit Holztüren und eine glatte Sockelzone mit Souterrainfenster vervollständigen den Bau.

## Botschaft
Die Botschaft des Königreiches Belgien betreut Österreich, die Slowakei und Slowenien.
→ siehe Hauptartikel Liste der belgischen Botschafter in Österreich